# Ecoregione d'acqua dolce
Una ecoregione d'acqua dolce è un'area vasta che comprende uno o più sistemi d'acqua dolce che ospitano una particolare composizione di comunità d'acqua dolce e di specie. Le specie d'acqua dolce, la dinamica e le condizioni ambientali dentro una certa ecoregione presentano tra di loro più similitudini che quelle delle ecoregioni confinanti e - nel loro insieme - formano un'unità di conservazione. I sistemi d'acqua dolce comprendono fiumi, ruscelli, laghi e zone umide; sono distinte dalle ecoregioni terrestri, che identificano biocenosi sulla terra e dalle ecoregioni marine che sono costituite da biocenosi degli oceani.
Una nuova mappa delle ecoregioni d'acqua dolce del mondo, pubblicata nel 2008, prevede 426 ecoregioni, che coprono praticamente tutta la superficie non-marina della terre
. Il WWF identifica dodici principali tipi di habitat (biomi) in acqua dolce, che sono differentemente rappresentati nelle 8 ecozone della terra e raggruppano i gruppi di ecoregioni con caratteristiche biologiche, chimiche e fisiche simili e sono concettualmente equivalenti a quelli che sono stati definiti i biomi terrestri.

## Global 200
Il Global 200 è un congiunto di ecoregioni, sempre identificate dal WWF, la cui conservazione garantirebbe il risultato di salvare una vasta rappresentatività della biodiversità degli ecosistemi terrestri. Nella prima lista delle Global 200 (che è stata completata prima che fosse terminato il lavoro relativo alle ecoregioni d'acqua dolce) sono comprese un certo numero di ecoregioni d'acqua dolce, sulla base delle informazioni disponibile a quell'epoca.

## Categorie

### Ecozone
Biogeograficamente, le ecoregioni d'acqua dolce si raggruppano in 8 grandi regioni ecologiche del pianeta o ecozone: 
- (AA) Ecozona australasiana
- (AN) Ecozona antartica
- (IM) Ecozona indomalese
- (PA) Ecozona paleartica
- (NA) Ecozona neartica
- (NT) Ecozona neotropicale
- (AT) Ecozona afrotropicale
- (OC) Ecozona oceanica

### Biomi
Ecologicamente, le ecoregioni d'acqua dolce si raggruppano in dodici o sette biomi, a seconda delle fonti. Questi riflettono la grande diversità di organismi adattati alla vita nell'ambiente di acqua dolce, dai delta dei grandi fiumi alle piccole isole oceaniche. 
Elenco a dodici biomi
- Grandi laghi
- Grandi delta
- Bacini montani (piccoli corsi d'acqua, fiumi, laghi o zone umide di quote elevate, indipendentemente dalla latitudine)
- Bacini di isole oceaniche
- Fiumi delle coste temperate (fiumi costieri, lagune, laghi costieri, altre zone umide costiere delle zone temperate)
- Fiumi delle coste tropicali e subtropicali (fiumi costieri, lagune, laghi costieri, altre zone umide costiere delle zone tropicali e subtropicali)
- Alto corso dei fiumi temperati
- Alto corso dei fiumi tropicali e subtropicali
- Fiumi di aree alluvionali e zone umide temperate (fiumi che hanno dato origine a vaste aree alluvionali e zone umide in aree con clima tropicale e subtropicale)
- Fiumi di aree alluvionali e zone umide tropicali e subtropicali (fiumi che hanno dato origine a vaste aree alluvionali e zone umide in aree con clima temperato)
- Bacini xerici ed endoreici (sistemi acquatici endoreici e fiumi che scorrono in ambienti aridi o semi-aridi)
- Fiumi artici (bacini fluviali che sfociano nel Mar Glaciale Artico e nei mari adiacenti)

Elenco a sette biomi
- Grandi fiumi
- Alto corso dei grandi bacini fluviali
- Delta dei grandi fiumi
- Fiumi minori
- Grandi laghi
- Laghi minori
- Bacini xerici

### Ecoregioni
Sono aree in cui la composizione delle specie d'acqua dolce è relativamente omogenea e chiaramente distinta da quella delle ecoregioni adiacenti. La composizione delle specie è generalmente definito dal predominio di un piccolo numero di ecosistemi e/o da un congiunto caratteristiche topografiche. Gli agenti biogeografici che portano alla definizione di una ecoregione possono variare da un caso all'altro, e includono l'isolamento, il regime delle temperature, il regime dei fiumi, le caratteristiche dell'acqua, dei suoli del substrato ecc. Infine, il fatto di presentare una quantità rilevante di endemismi è un criterio chiave per l'identificazione di una ecoregione d'acqua dolce.